# Holtug Sogn
Holtug Sogn 
ist eine Kirchspielsgemeinde (dänisch: Sogn)
auf der Insel Sjælland im südlichen Dänemark.
Bis 1970 gehörte sie zur Harde Stevns Herred im damaligen Præstø Amt, danach zur Stevns Kommune im Storstrøms Amt, die im Zuge der Kommunalreform zum 1. Januar 2007 in der „neuen“ Stevns Kommune in der Region Sjælland aufgegangen ist.
Im Kirchspiel leben 580 Einwohner, davon 249 im Kirchdorf (Stand: 1. Januar 2023).
Im Kirchspiel liegt die Kirche „Holtug Kirke“.
Nachbargemeinden sind im Nordwesten Magleby Stevns Sogn und im Süden Store Heddinge Sogn.